# خوسوویتسه
خوسوویتسه (به چکی: Choťovice) یک منطقهٔ مسکونی در جمهوری چک است که در ناحیه کولین واقع شده‌است.